# Liste der Nummer-eins-Hits in Schweden (2023)
Dies ist eine Liste der Nummer-eins-Hits in Schweden im Jahr 2023. Sie basiert auf den offiziellen Single Top 100 und Album Top 60, die im Auftrag der Grammofon Leverantörernas Förening (GLF), einem schwedischen Vertreter der IFPI, erstellt werden.

## Singles
| ← 2022 ← | Liste der Nummer-eins-Hits in Schweden | Liste der Nummer-eins-Hits in Schweden | Liste der Nummer-eins-Hits in Schweden | 2024 → |
| \| Zeitraum \| Wo. ges. \| Interpret \| Titel Autor(en) \| Zusätzliche Informationen \| \| (Zeitraum, Wochen auf Platz eins, Interpret, Titel, Autor[en], zusätzliche Informationen) \| \| \| \| \| \| ----------------------------------------------------------------------------------------- \| -------- \| --------------------------------- \| ------------------------------------------------------------------------------------------------------------------------------------------------------------- \| --------------------------------------------------------------------------------------------------------------------------------------------------------------------------------------------------------- \| \| 1. Woche 1 Woche \| 1 \| Rasmus Gozzi & Fröken Snusk \| Rid mig som en dalahäst André Zuniga, Rasmus Gozzi \| – \| \| 2. Woche 1 Woche \| 1 \| Victor Leksell \| Nätterna i Göteborg Adam Englund, Marcus Carl Johan Svedin, David Samuel Björk, Victor Lars Andreas Leksell \| – \| \| 3.–4. Woche 2 Wochen (insgesamt 4) \| 4 \| Miley Cyrus \| Flowers Miley Ray Cyrus, Michael Ross Pollack, Gregory Aldae Hein \| – \| \| 5.–6. Woche 2 Wochen \| 2 \| Einár \| Du & jag Nils Kurt Erik Einár Grönberg, Oscar Karlsson \| – \| \| 7.–8. Woche 2 Wochen (insgesamt 4) \| 4 \| Miley Cyrus \| Flowers Miley Ray Cyrus, Michael Ross Pollack, Gregory Aldae Hein \| – \| \| 9.–12. Woche 4 Wochen \| 4 \| Loreen \| Tattoo Thomas Gustafsson, Jimmy Erik Robert Jansson, Peter Lars Boström, Moa Anna Maria Carlebecker, Jimmy Paul Thörnfeldt, Lorine Zineb Noka Talhaoui \| Tattoo von Loreen ist der Siegersong des Melodifestivalen 2023 und somit der schwedische Beitrag beim Eurovision Song Contest 2023. \| \| 13.–15. Woche 3 Wochen \| 3 \| Hov1 \| Lilla B Noel Johan Ossian Flike, Dante Sebastian Lindhe, Axel William Liljefors Jansson, Ludwig Per Johan Kronstrand, Jonas Knutsson \| – \| \| 16.–19. Woche 4 Wochen (insgesamt 14) \| 14 \| Bolaget \| Ikväll igen Adam Bergestål, Gustav Jørgensen, Oliver Norqvist, William Ahlborg, Andreas Werling \| – \| \| 20. Woche 1 Woche \| 1 \| Käärijä \| Cha Cha Cha Musik: Johannes Eetu Eemeli Naukkarinen, Aleksi Juhani Nurmi, Jukka Tapani Sorsa; Text: Jere Mikael Pöyhönen \| Nach dem ESC steigt der schwedische Siegertitel Tattoo nur auf Platz 3, stattdessen übernimmt der zweitplatzierte finnische Beitrag, der das Publikumsvoting gewonnen hatte, die Chartspitze in Schweden. \| \| 21.–22. Woche 2 Wochen \| 2 \| Hov1 \| Grät Noel Johan Ossian Flike, Dante Sebastian Lindhe, Axel William Liljefors Jansson, Ludwig Per Johan Kronstrand \| – \| \| 23. Woche 1 Woche (insgesamt 14) \| 14 \| Bolaget \| Ikväll igen Adam Bergestål, Gustav Jørgensen, Oliver Norqvist, William Ahlborg, Andreas Werling \| – \| \| 24. Woche 1 Woche \| 1 \| Einár \| Vill va med dig Rami Hassen, Nils Kurt Erik Einar Grönberg \| – \| \| 25.–33. Woche 9 Wochen (insgesamt 14) \| 14 \| Bolaget \| Ikväll igen Adam Bergestål, Gustav Jørgensen, Oliver Norqvist, William Ahlborg, Andreas Werling \| – \| \| 34. Woche 1 Woche \| 1 \| VC Barre \| Soldat Albin Johnsén, Mattias David Andréasson, Victor Gustav Bolander, Baran Çelik, Kristin Amparo Victoria Sundberg, Pablo Andres Silva, Noel Nebiyu Bogale \| Im Original von Albin war das Lied (als Din soldat) bereits 2014 ein Nummer-eins-Hit. Statt der Refrain-Sängerin Kristin Amparo nennt Barre seine Produzenten Pablo Paz & Takenoelz als Mitinterpreten. \| \| 35.–36. Woche 2 Wochen \| 2 \| Cassö feat. D-Block Europe & Raye \| Prada Obi Fred Ebele, Uche Ben Ebele, Adam Jeremy Williams, Ricky Earl Banton, Jahmori Dejon Simmons, Rachel Agatha Keen \| – \| \| 37. Woche 1 Woche \| 1 \| Hov1 feat. Håkan Hellström \| Saudade Noel Johan Ossian Flike, Dante Sebastian Lindhe, Axel William Liljefors Jansson, Ludwig Per Johan Kronstrand, Håkan Georg Hellström \| – \| \| 38. Woche 1 Woche \| 1 \| Bolaget \| Farväl Adam Bergestål, Gustav Jørgensen, Oliver Norqvist, William Ahlborg, Andreas Werling \| – \| \| 39. Woche 1 Woche \| 1 \| Einár, Sara Kurt & Le Winter \| Dans från dig Stig Gustaf Montin, Lars Jacob Jansson, Nils Kurt Einar Grönberg, Sara Kurt \| – \| \| 40. Woche 1 Woche \| 1 \| Ant Wan \| Go Nils Viktor Svennem Lundberg, Antwan Afram \| – \| \| 41.–42. Woche 2 Wochen \| 2 \| C. Gambino \| Automatic Casey Gambino \| – \| \| 43.–44. Woche 2 Wochen \| 2 \| Veronica Maggio \| Det kommer aldrig va över för mig: Spotify Singles Musik: Björn Ingvar Olsson; Text: Håkan Georg Hellström \| – \| \| 45. Woche 1 Woche \| 1 \| Íñigo Quintero \| Si no estás Íñigo Quintero Dolz del Castellar \| – \| \| 46. Woche 1 Woche \| 1 \| B. Baby \| Hjärta Myra Kenttä Granberg, Oscar Karlsson, Salem Barka \| – \| \| 47. Woche 1 Woche \| 1 \| Peg Parnevik \| Bättre nu (The Wedding) Ellen Krauss, Viktor Anton Elias Engdahl, Joel Gunnarsson, Ida Josefin Peg Parnevik \| – \| \| 48.–52. Woche 5 Wochen (insgesamt 17) \| 17 \| Wham! \| Last Christmas George Michael \| – \| |                                        |                                        | | |
| ← 2022 |                                        |                                        | | → 2024 → |
| Zeitraum | Wo. ges.                               | Interpret                              | Titel Autor(en) | Zusätzliche Informationen |
| (Zeitraum, Wochen auf Platz eins, Interpret, Titel, Autor[en], zusätzliche Informationen) |                                        |                                        | | |
| 1. Woche 1 Woche | 1                                      | Rasmus Gozzi & Fröken Snusk            | Rid mig som en dalahäst André Zuniga, Rasmus Gozzi | – |
| 2. Woche 1 Woche | 1                                      | Victor Leksell                         | Nätterna i Göteborg Adam Englund, Marcus Carl Johan Svedin, David Samuel Björk, Victor Lars Andreas Leksell                                                   | – |
| 3.–4. Woche 2 Wochen (insgesamt 4) | 4                                      | Miley Cyrus                            | Flowers Miley Ray Cyrus, Michael Ross Pollack, Gregory Aldae Hein                                                                                             | – |
| 5.–6. Woche 2 Wochen | 2                                      | Einár                                  | Du & jag Nils Kurt Erik Einár Grönberg, Oscar Karlsson | – |
| 7.–8. Woche 2 Wochen (insgesamt 4) | 4                                      | Miley Cyrus                            | Flowers Miley Ray Cyrus, Michael Ross Pollack, Gregory Aldae Hein                                                                                             | – |
| 9.–12. Woche 4 Wochen | 4                                      | Loreen                                 | Tattoo Thomas Gustafsson, Jimmy Erik Robert Jansson, Peter Lars Boström, Moa Anna Maria Carlebecker, Jimmy Paul Thörnfeldt, Lorine Zineb Noka Talhaoui        | Tattoo von Loreen ist der Siegersong des Melodifestivalen 2023 und somit der schwedische Beitrag beim Eurovision Song Contest 2023.                                                                       |
| 13.–15. Woche 3 Wochen | 3                                      | Hov1                                   | Lilla B Noel Johan Ossian Flike, Dante Sebastian Lindhe, Axel William Liljefors Jansson, Ludwig Per Johan Kronstrand, Jonas Knutsson                          | – |
| 16.–19. Woche 4 Wochen (insgesamt 14) | 14                                     | Bolaget                                | Ikväll igen Adam Bergestål, Gustav Jørgensen, Oliver Norqvist, William Ahlborg, Andreas Werling                                                               | – |
| 20. Woche 1 Woche | 1                                      | Käärijä                                | Cha Cha Cha Musik: Johannes Eetu Eemeli Naukkarinen, Aleksi Juhani Nurmi, Jukka Tapani Sorsa; Text: Jere Mikael Pöyhönen                                      | Nach dem ESC steigt der schwedische Siegertitel Tattoo nur auf Platz 3, stattdessen übernimmt der zweitplatzierte finnische Beitrag, der das Publikumsvoting gewonnen hatte, die Chartspitze in Schweden. |
| 21.–22. Woche 2 Wochen | 2                                      | Hov1                                   | Grät Noel Johan Ossian Flike, Dante Sebastian Lindhe, Axel William Liljefors Jansson, Ludwig Per Johan Kronstrand                                             | – |
| 23. Woche 1 Woche (insgesamt 14) | 14                                     | Bolaget                                | Ikväll igen Adam Bergestål, Gustav Jørgensen, Oliver Norqvist, William Ahlborg, Andreas Werling                                                               | – |
| 24. Woche 1 Woche | 1                                      | Einár                                  | Vill va med dig Rami Hassen, Nils Kurt Erik Einar Grönberg | – |
| 25.–33. Woche 9 Wochen (insgesamt 14) | 14                                     | Bolaget                                | Ikväll igen Adam Bergestål, Gustav Jørgensen, Oliver Norqvist, William Ahlborg, Andreas Werling                                                               | – |
| 34. Woche 1 Woche | 1                                      | VC Barre                               | Soldat Albin Johnsén, Mattias David Andréasson, Victor Gustav Bolander, Baran Çelik, Kristin Amparo Victoria Sundberg, Pablo Andres Silva, Noel Nebiyu Bogale | Im Original von Albin war das Lied (als Din soldat) bereits 2014 ein Nummer-eins-Hit. Statt der Refrain-Sängerin Kristin Amparo nennt Barre seine Produzenten Pablo Paz & Takenoelz als Mitinterpreten.   |
| 35.–36. Woche 2 Wochen | 2                                      | Cassö feat. D-Block Europe & Raye      | Prada Obi Fred Ebele, Uche Ben Ebele, Adam Jeremy Williams, Ricky Earl Banton, Jahmori Dejon Simmons, Rachel Agatha Keen                                      | – |
| 37. Woche 1 Woche | 1                                      | Hov1 feat. Håkan Hellström             | Saudade Noel Johan Ossian Flike, Dante Sebastian Lindhe, Axel William Liljefors Jansson, Ludwig Per Johan Kronstrand, Håkan Georg Hellström                   | – |
| 38. Woche 1 Woche | 1                                      | Bolaget                                | Farväl Adam Bergestål, Gustav Jørgensen, Oliver Norqvist, William Ahlborg, Andreas Werling                                                                    | – |
| 39. Woche 1 Woche | 1                                      | Einár, Sara Kurt & Le Winter           | Dans från dig Stig Gustaf Montin, Lars Jacob Jansson, Nils Kurt Einar Grönberg, Sara Kurt                                                                     | – |
| 40. Woche 1 Woche | 1                                      | Ant Wan                                | Go Nils Viktor Svennem Lundberg, Antwan Afram | – |
| 41.–42. Woche 2 Wochen | 2                                      | C. Gambino                             | Automatic Casey Gambino | – |
| 43.–44. Woche 2 Wochen | 2                                      | Veronica Maggio                        | Det kommer aldrig va över för mig: Spotify Singles Musik: Björn Ingvar Olsson; Text: Håkan Georg Hellström                                                    | – |
| 45. Woche 1 Woche | 1                                      | Íñigo Quintero                         | Si no estás Íñigo Quintero Dolz del Castellar | – |
| 46. Woche 1 Woche | 1                                      | B. Baby                                | Hjärta Myra Kenttä Granberg, Oscar Karlsson, Salem Barka | – |
| 47. Woche 1 Woche | 1                                      | Peg Parnevik                           | Bättre nu (The Wedding) Ellen Krauss, Viktor Anton Elias Engdahl, Joel Gunnarsson, Ida Josefin Peg Parnevik                                                   | – |
| 48.–52. Woche 5 Wochen (insgesamt 17) | 17                                     | Wham!                                  | Last Christmas George Michael | – |

## Alben
| ← 2022 ← | Liste der Nummer-eins-Hits in Schweden | Liste der Nummer-eins-Hits in Schweden | Liste der Nummer-eins-Hits in Schweden | 2024 →                                                                                            |
| \| Zeitraum \| Wo. ges. \| Interpret \| Titel \| Zusätzliche Informationen \| \| (Zeitraum, Wochen auf Platz eins, Interpret, Titel, zusätzliche Informationen) \| \| \| \| \| \| ------------------------------------------------------------------------------ \| -------- \| ------------------ \| ------------------------------ \| ------------------------------------------------------------------------------------------------- \| \| 1. Woche 1 Woche (insgesamt 45) \| 45 \| Humlan Djojj \| Somna med Humlan Djojj \| – \| \| 2.–5. Woche 4 Wochen \| 4 \| 23 & C. Gambino \| M.O.B \| – \| \| 6. Woche 1 Woche (insgesamt 45) \| 45 \| Humlan Djojj \| Somna med Humlan Djojj \| – \| \| 7. Woche 1 Woche \| 1 \| In Flames \| Foregone \| – \| \| 8. Woche 1 Woche (insgesamt 45) \| 45 \| Humlan Djojj \| Somna med Humlan Djojj \| – \| \| 9.–12. Woche 4 Wochen (insgesamt 9) \| 9 \| Yasin \| Pistoler, poesi och sex \| – \| \| 13. Woche 1 Woche \| 1 \| Depeche Mode \| Memento mori \| – \| \| 14.–15. Woche 2 Wochen (insgesamt 9) \| 9 \| Yasin \| Pistoler, poesi och sex \| – \| \| 16. Woche 1 Woche \| 1 \| Metallica \| 72 Seasons \| – \| \| 17. Woche 1 Woche (insgesamt 9) \| 9 \| Yasin \| Pistoler, poesi och sex \| – \| \| 18. Woche 1 Woche \| 1 \| Håkan Hellström \| Poetiska försök \| – \| \| 19. Woche 1 Woche \| 1 \| Ed Sheeran \| − (Subtract) \| – \| \| 20. Woche 1 Woche (insgesamt 9) \| 9 \| Yasin \| Pistoler, poesi och sex \| – \| \| 21. Woche 1 Woche \| 1 \| Ghost \| Phantomime \| – \| \| 22. Woche 1 Woche (insgesamt 9) \| 9 \| Yasin \| Pistoler, poesi och sex \| – \| \| 23.–26. Woche 4 Wochen (insgesamt 9) \| 9 \| Veronica Maggio \| Satan i gatan \| Im dritten Jahr (nach 2011 und 2022) steht das Album der Sängerin aus Uppsala an der Chartspitze. \| \| 27. Woche 1 Woche \| 1 \| Gyllene Tider \| Hux flux \| – \| \| 28.–29. Woche 2 Wochen \| 2 \| Taylor Swift \| Speak Now (Taylor’s Version) \| – \| \| 30. Woche 1 Woche \| 1 \| Adaam \| Trapen till radion \| – \| \| 31. Woche 1 Woche \| 1 \| Travis Scott \| Utopia \| – \| \| 32. Woche 1 Woche (insgesamt 45) \| 45 \| Humlan Djojj \| Somna med Humlan Djojj \| – \| \| 33. Woche 1 Woche \| 1 \| The Hives \| The Death of Randy Fitzsimmons \| – \| \| 34.–36. Woche 3 Wochen (insgesamt 45) \| 45 \| Humlan Djojj \| Somna med Humlan Djojj \| – \| \| 37. Woche 1 Woche \| 1 \| Olivia Rodrigo \| Guts \| – \| \| 38. Woche 1 Woche \| 1 \| Darin \| En annan jag \| – \| \| 39.–41. Woche 3 Wochen \| 3 \| Lars Winnerbäck \| Neutronstjärnan \| – \| \| 42. Woche 1 Woche \| 1 \| Thomas Stenström \| Superlativ 97 \| – \| \| 43. Woche 1 Woche \| 1 \| The Rolling Stones \| Hackney Diamonds \| – \| \| 44. Woche 1 Woche \| 1 \| Taylor Swift \| 1989 (Taylor’s Version) \| – \| \| 45. Woche 1 Woche \| 1 \| Asme \| Spår av blod \| – \| \| 46.–48. Woche 3 Wochen (insgesamt 45) \| 45 \| Humlan Djojj \| Somna med Humlan Djojj \| – \| \| 49.–51. Woche 3 Wochen \| 3 \| Zara Larsson \| Honor the Light \| – \| \| 52. Woche 1 Woche (insgesamt 6) \| 6 \| Michael Bublé \| Christmas \| – \| |                                        |                                        |                                        |                                                                                                   |
| ← 2022 |                                        |                                        |                                        | → 2024 →                                                                                          |
| Zeitraum | Wo. ges.                               | Interpret                              | Titel                                  | Zusätzliche Informationen                                                                         |
| (Zeitraum, Wochen auf Platz eins, Interpret, Titel, zusätzliche Informationen) |                                        |                                        |                                        |                                                                                                   |
| 1. Woche 1 Woche (insgesamt 45) | 45                                     | Humlan Djojj                           | Somna med Humlan Djojj                 | –                                                                                                 |
| 2.–5. Woche 4 Wochen | 4                                      | 23 & C. Gambino                        | M.O.B                                  | –                                                                                                 |
| 6. Woche 1 Woche (insgesamt 45) | 45                                     | Humlan Djojj                           | Somna med Humlan Djojj                 | –                                                                                                 |
| 7. Woche 1 Woche | 1                                      | In Flames                              | Foregone                               | –                                                                                                 |
| 8. Woche 1 Woche (insgesamt 45) | 45                                     | Humlan Djojj                           | Somna med Humlan Djojj                 | –                                                                                                 |
| 9.–12. Woche 4 Wochen (insgesamt 9) | 9                                      | Yasin                                  | Pistoler, poesi och sex                | –                                                                                                 |
| 13. Woche 1 Woche | 1                                      | Depeche Mode                           | Memento mori                           | –                                                                                                 |
| 14.–15. Woche 2 Wochen (insgesamt 9) | 9                                      | Yasin                                  | Pistoler, poesi och sex                | –                                                                                                 |
| 16. Woche 1 Woche | 1                                      | Metallica                              | 72 Seasons                             | –                                                                                                 |
| 17. Woche 1 Woche (insgesamt 9) | 9                                      | Yasin                                  | Pistoler, poesi och sex                | –                                                                                                 |
| 18. Woche 1 Woche | 1                                      | Håkan Hellström                        | Poetiska försök                        | –                                                                                                 |
| 19. Woche 1 Woche | 1                                      | Ed Sheeran                             | − (Subtract)                           | –                                                                                                 |
| 20. Woche 1 Woche (insgesamt 9) | 9                                      | Yasin                                  | Pistoler, poesi och sex                | –                                                                                                 |
| 21. Woche 1 Woche | 1                                      | Ghost                                  | Phantomime                             | –                                                                                                 |
| 22. Woche 1 Woche (insgesamt 9) | 9                                      | Yasin                                  | Pistoler, poesi och sex                | –                                                                                                 |
| 23.–26. Woche 4 Wochen (insgesamt 9) | 9                                      | Veronica Maggio                        | Satan i gatan                          | Im dritten Jahr (nach 2011 und 2022) steht das Album der Sängerin aus Uppsala an der Chartspitze. |
| 27. Woche 1 Woche | 1                                      | Gyllene Tider                          | Hux flux                               | –                                                                                                 |
| 28.–29. Woche 2 Wochen | 2                                      | Taylor Swift                           | Speak Now (Taylor’s Version)           | –                                                                                                 |
| 30. Woche 1 Woche | 1                                      | Adaam                                  | Trapen till radion                     | –                                                                                                 |
| 31. Woche 1 Woche | 1                                      | Travis Scott                           | Utopia                                 | –                                                                                                 |
| 32. Woche 1 Woche (insgesamt 45) | 45                                     | Humlan Djojj                           | Somna med Humlan Djojj                 | –                                                                                                 |
| 33. Woche 1 Woche | 1                                      | The Hives                              | The Death of Randy Fitzsimmons         | –                                                                                                 |
| 34.–36. Woche 3 Wochen (insgesamt 45) | 45                                     | Humlan Djojj                           | Somna med Humlan Djojj                 | –                                                                                                 |
| 37. Woche 1 Woche | 1                                      | Olivia Rodrigo                         | Guts                                   | –                                                                                                 |
| 38. Woche 1 Woche | 1                                      | Darin                                  | En annan jag                           | –                                                                                                 |
| 39.–41. Woche 3 Wochen | 3                                      | Lars Winnerbäck                        | Neutronstjärnan                        | –                                                                                                 |
| 42. Woche 1 Woche | 1                                      | Thomas Stenström                       | Superlativ 97                          | –                                                                                                 |
| 43. Woche 1 Woche | 1                                      | The Rolling Stones                     | Hackney Diamonds                       | –                                                                                                 |
| 44. Woche 1 Woche | 1                                      | Taylor Swift                           | 1989 (Taylor’s Version)                | –                                                                                                 |
| 45. Woche 1 Woche | 1                                      | Asme                                   | Spår av blod                           | –                                                                                                 |
| 46.–48. Woche 3 Wochen (insgesamt 45) | 45                                     | Humlan Djojj                           | Somna med Humlan Djojj                 | –                                                                                                 |
| 49.–51. Woche 3 Wochen | 3                                      | Zara Larsson                           | Honor the Light                        | –                                                                                                 |
| 52. Woche 1 Woche (insgesamt 6) | 6                                      | Michael Bublé                          | Christmas                              | –                                                                                                 |